# Lisa-Katharina Hill
Lisa-Katharina Hill (* 16. Juli 1992) ist eine deutsche Turnerin.

## Leben
Lisa-Katherina Hill wurde in Schleswig-Holstein geboren. Sie wohnt in Hemmingen. Hill studiert Maschinenbau in Esslingen am Neckar. Sie trainierte bis 2005 in Hannover und anschließend sieben Jahre beim TuS 1861 Chemnitz-Altendorf. 2006 wurde sie bei den Junioren-Europameisterschaften in Volos in Griechenland Dritte mit der Mannschaft, nachdem sie zuvor in ihrer Altersklasse in Deutschland am Barren den ersten Platz erturnte. Lisa-Katharina Hill nahm 2010 in Birmingham und 2012 in Brüssel an der Turneuropameisterschaft, sowie 2010, 2011 und 2014 an den Weltmeisterschaften teil. Die Olympischen Spiele in London verpasste sie knapp als Reserve. Ihre Spezialdisziplin ist der Stufenbarren.
Bei der Kunstturn-Weltmeisterschaft 2014 in Nanning (China) erreichte Hill als einzige deutsche Turnerin den Einzug in das Mehrkampffinale. Dort belegte sie den 22. Platz. Gleichfalls qualifizierte sie sich für das Gerätefinale in ihrem Paradegerät Stufenbarren und kam auf Platz 7.
Im November 2020 erhob Lisa-Katharina Hill neben anderen Leistungssportlern, wie Pauline Schäfer, Vorwürfe, das jahrelange Training am Bundesstützpunkt des Deutschen Turner-Bunds in Chemnitz wäre von einem abwertenden, unmenschlich-rücksichtslosen Umgang bzw. psychischer Gewalt und Machtmissbrauch seitens einer Trainerin geprägt. Die Vorwürfe liesen sich nicht bestätigen. (Siehe: Chemnitzer Turnaffäre)
Hill startet für den MTV Stuttgart.

## Weitere Erfolge
- 2014: Weltmeisterschaft: Stufenbarrenfinale (7. Platz) und Mehrkampffinale, Deutsche Meisterschaften: 1. Stufenbarren, 3. Mehrkampf
- 2013: WorldCup Anadia: 2. Stufenbarren, Deutsche Meisterschaften 3. Mehrkampf und Boden, 2. Stufenbarren und Schwebebalken
- 2012: Olympia-Ersatz, WorldCup Doha: 3. Stufenbarren
- 2011: Weltmeisterschaften: 6. Mannschaft
- 2010: Teilnahme an Welt- und Europameisterschaften, Deutsche Meisterschaft: 2. Mehrkampf und Boden
- 2007: Europäisches Olympisches Jugendfestival Belgrad (SRB) – 23. Mehrkampf
- 2006: Deutsche Jugendmeisterschaften: 1. Stufenbarren, Jugend-Europameisterschaft: 3. Mannschaft
- 2005: Deutsche Jugendmeisterschaften: 2. Stufenbarren, 3. Mehrkampf, Sprung und Boden, 4. Schwebebalken
- 2004: Deutsche Jugendmeisterschaften – 4. Mehrkampf

## Ehrungen
2012 wurde Lisa-Katharina Hill als „Sportlerin des Jahres 2011“ von Chemnitz mit dem Chemmy ausgezeichnet.